# Річард Бохуш
Річард Бохуш (угор. Richárd Bohus, 9 квітня 1993) — угорський плавець.
Учасник Олімпійських Ігор 2012, 2016 років.
Призер Чемпіонату світу з водних видів спорту 2017 року.
Призер Чемпіонату Європи з водних видів спорту 2012, 2016 років.
Призер Чемпіонату Європи з плавання на короткій воді 2019 року.